# Seitarō Ichinohe
Seitarō Ichinohe (一戸 誠太郎?, Ichinohe Seitarō; Bihoro, 25 gennaio 1996) è un pattinatore di velocità su ghiaccio giapponese.

## Biografia
Si è messo in mostra ai Giochi olimpici giovanili di Innsbruck 2012 vincendo l'argento nei 3000 metri e nella mass start e il bronzo nei 1500 metri.
Ha rappresentato il Giappone ai Giochi olimpici invernali di Pyeongchang 2018 e Pechino 2022.

## Palmarès

### Mondiali completi
- 1 medaglia:
  - 1 bronzo (Hamar 2020).

### Mondiali distanza singola
- 1 medaglia:
  - 1 argento (inseguimento a squadre a Salt Lake City 2020).

### Giochi asiatici
- 2 medaglie:
  - 2 bronzi (5000 m e 10000 m a Sapporo 2017).

### Universiadi
- 3 medaglie:
  - 1 oro (mass start ad Almaty 2017);
  - 2 argenti (5000 m e inseguimento a squadre ad Almaty 2017).

### Giochi olimpici giovanili
- 3 medaglie:
  - 2 argenti (3000 m e mass start a Innsbruck 2012);
  - 1 bronzo (1500 m a Innsbruck 2012).